# كيفن بورنس (سمسار العقارات)
كيفن بورنس (بالإنجليزية: Kevin Burns)‏ هو سمسار العقارات أمريكي، ولد في 22 نوفمبر 1958 في نورث ميامي في الولايات المتحدة.